# Jeux des îles de l'océan Indien 1985
Navigation
Édition précédente Édition suivante
Les Jeux des îles de l'océan Indien 1985 sont des jeux sportifs qui ont eu lieu en 1985 à Maurice. Il s'agit de la deuxième édition des Jeux des îles de l'océan Indien, une compétition reconnue par le Comité international olympique et impliquant une demi-douzaine d'îles du sud-ouest de l'océan Indien depuis 1979.

## Tableau des médailles
Le tableau suivant présente le bilan par nation des médailles obtenues lors de ces Jeux.
| Rang | Nation     | Or | Argent | Bronze | Total |
| ---- | ---------- | -- | ------ | ------ | ----- |
| 1    | La Réunion | 49 | 45     | 32     | 126   |
| 2    | Maurice    | 36 | 38     | 52     | 126   |
| 3    | Madagascar | 29 | 27     | 34     | 90    |
| 4    | Seychelles | 6  | 9      | 9      | 24    |
| 5    | Maldives   | 0  | 1      | 0      | 1     |
| 6    | Comores    | 0  | 0      | 7      | 7     |

## Annexe